# Усть-Пызеп
Усть-Пызе́п — бывшая деревня в Воегуртском сельском поселении Балезинского района Удмуртии.
Бывшая деревня находилась на реке Чепца, напротив впадения в неё реки Пызеп.
Население — 0 человек (2007; 13 в 1961).
Код ИФНС: 1837.